# Tretosina moderna
Tretosina moderna is een mosdiertjessoort uit de familie van de Calescharidae. De wetenschappelijke naam van de soort is voor het eerst geldig gepubliceerd in 1985 door Cook.